# Serra de água
Uma serra de água era, nos primitivos tempos da colonização da Ilha da Madeira, um engenho que permitia serrar madeira utilizando a força da água, geralmente de ribeiras. A madeira serrada era muitas vezes usada como combustível nos engenhos de açúcar. Esta designação acabou por perdurar nos nomes de algumas localidades da região, entre as quais:
- Serra de Água (Ribeira Brava) - Freguesia do concelho da Ribeira Brava (Madeira);
- Serra de Água (Calheta) - Sítio da freguesia da Calheta.